# 孟玄喆
孟玄喆（937年—991年），字遵圣，中國五代十国時代人物，后蜀后主孟昶的长子、太子。
广政十三年（950年），十四岁的孟玄喆封为秦王，广政二十五年（962年），被立为太子，广政二十八年（965年），为元帅抗宋，不久后蜀灭亡，他随父亲到宋朝的开封府，被封为太尉，泰宁军节度使，改镇贝州、定州。他跟随宋太宗灭北汉，攻打辽朝，参加高梁河之战。后来再任滑州、滁州知州。去世时，享年五十五岁。

## 子女
據柳開《宋故開府儀同三司檢校太師贈侍中孟公墓誌銘》，孟玄喆有十五子、六女：
1. 孟隆証，曹州（今山东省曹县西北）觀察推官。
2. 孟隆詁，豐縣（今江苏省丰县）知事。
3. 孟隆說，吉州（今江西省吉安市）軍事推官。
4. 孟隆詮，秀州（今浙江省嘉兴市）軍事推官。
5. 孟隆，供奉官。
6. 孟隆諫，殿直。
7. 孟隆諤，殿直。
8. 孟隆讜，殿直。
9. 孟隆諗，殿直，娶宋偓第七女為妻，北宋孝章皇后宋氏姐妹。（據王禹偁《右衛上將軍贈侍中宋公神道碑奉敕撰并序》）
10. 孟隆詢，殿直。
11. 孟隆。
12. 孟隆譯。
13. 孟隆謐。
14. 孟隆護。
15. 女嫁趙普子赵承煦
16. 不詳。